# 愛知県道210号中水野品野線

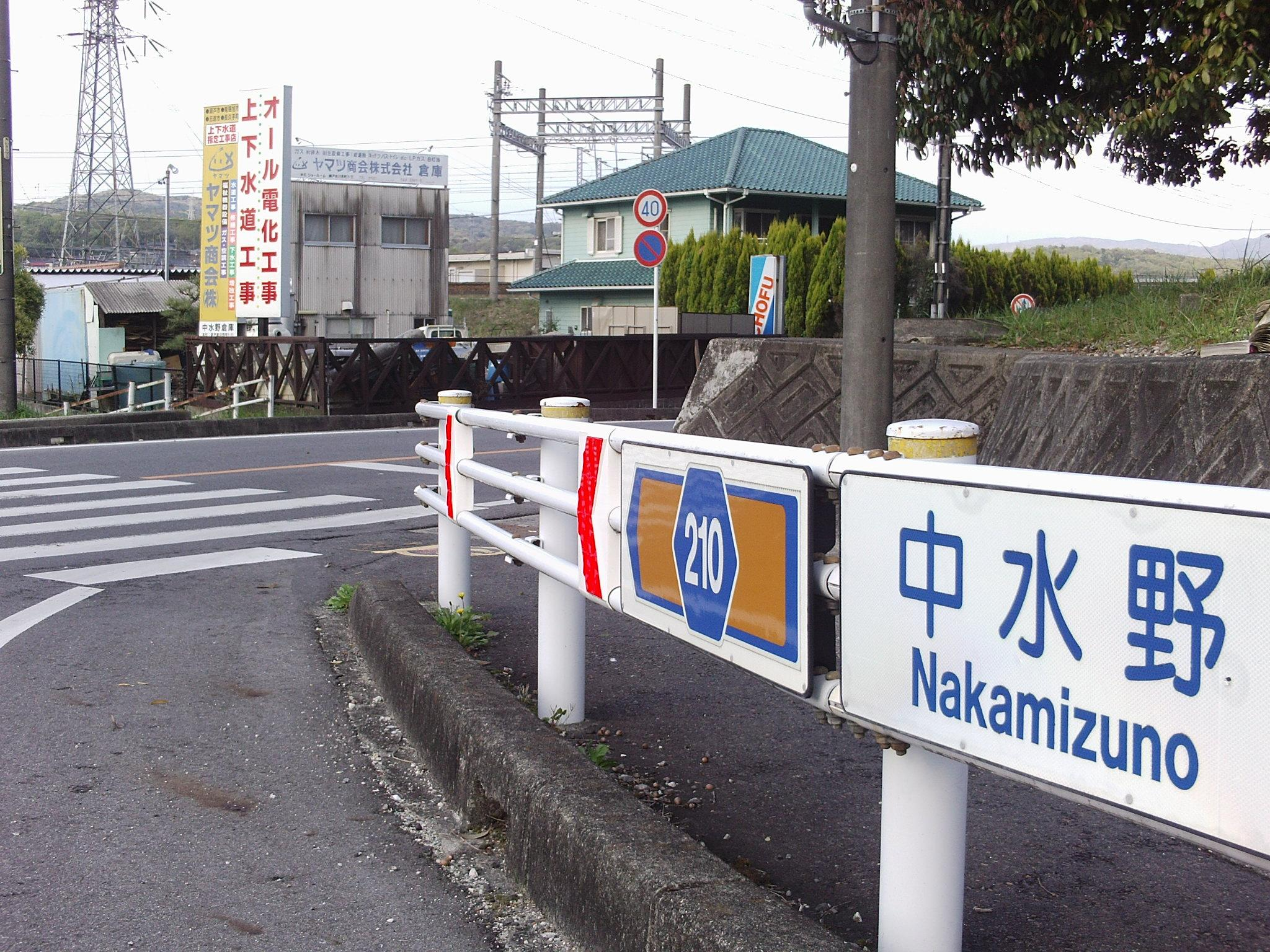
起点（瀬戸市中水野町）

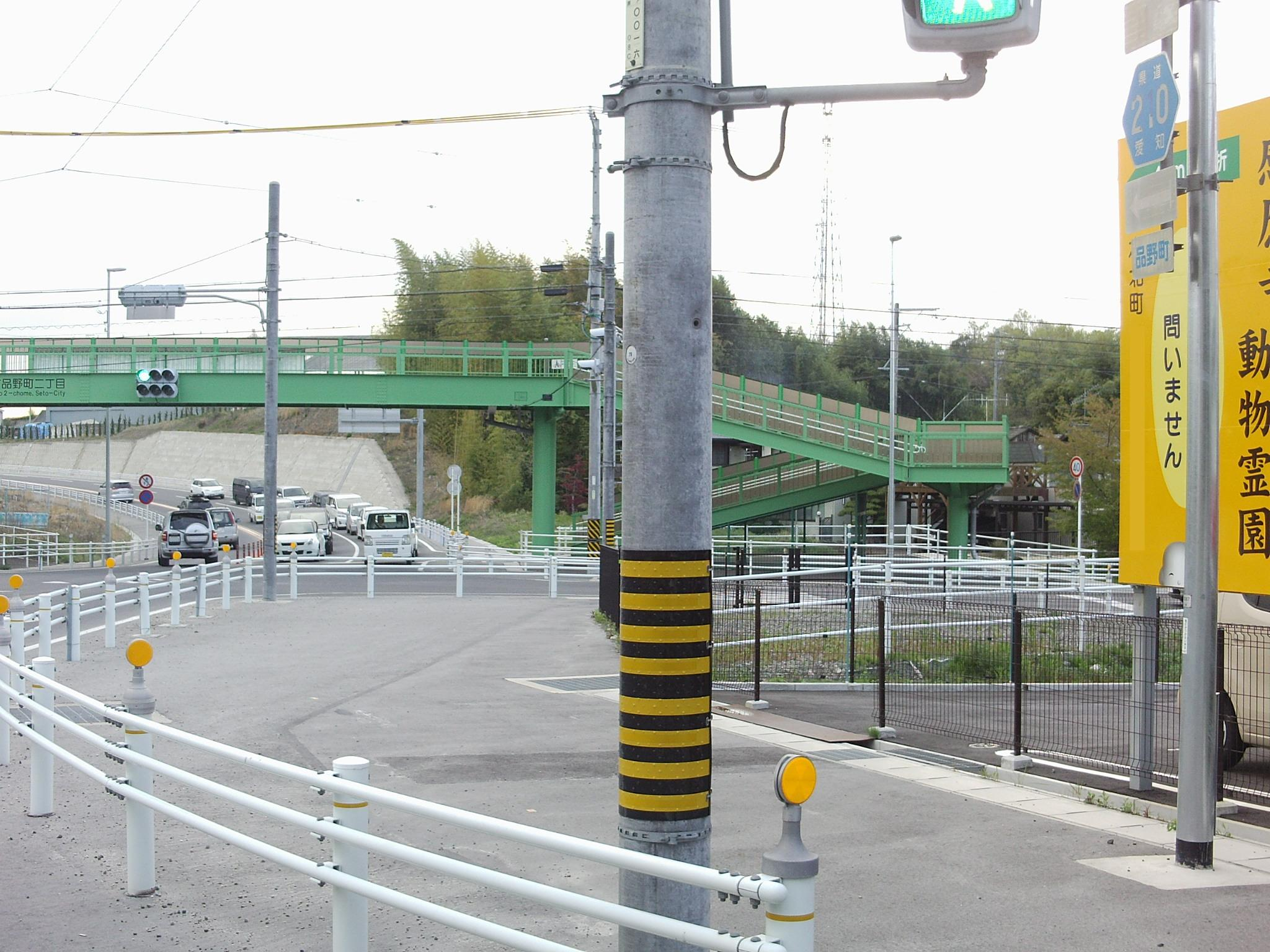
終点。四輪車が信号待ちしている道路はバイパス道路。この辺りは良質な陶土の産出地である。（瀬戸市品野町）

愛知県道210号中水野品野線（あいちけんどう210ごう なかみずのしなのせん）は、愛知県瀬戸市内を通る一般県道である。
上水野町交差点から地蔵橋交差点区間は西行きの一方通行である。

## 概要

### 路線データ
- 起点：愛知県瀬戸市中水野町（中水野交差点：国道155号交点）
- 終点：愛知県瀬戸市品野町（国道248号交点）

## 沿革
- 1959年12月15日：認定

## 地理

### 通過する自治体
- 愛知県
  - 瀬戸市

### 交差する道路
- 国道155号（中水野交差点）
- 愛知県道208号上半田川名古屋線（上水野町交差点）
- 愛知県道207号定光寺山脇線（上水野町交差点 - 穴田町西交差点間で重複）
- 国道248号・国道363号（品野町）

### 沿線
- ジェイテクトギヤシステム瀬戸工場
- リンナイ瀬戸工場
- テクノエイト名古屋工場
- 品野陶磁器センター
- 道の駅瀬戸しなの